# Муромский поход (1096)
Муромский поход — один из эпизодов междоусобной войны 1094—1097 годов в Древней Руси, в ходе которого князь Олег Святославич предпринял в 1096 году поход против сына Владимира Мономаха Изяслава, ранее занявшего принадлежащий Олегу Муром. В результате произошедшей у стен Мурома битвы войска Изяслава были разбиты, а сам он погиб в бою. Вернув город, Олег продолжил наступление на владения Владимира Мономаха в Северо-Восточной Руси.

## История
В 1095 году по приказу Владимира Мономаха в Переяславле были убиты половецкие князья Итларь и Китан, пришедшие на переговоры. Затем Владимир Всеволодович и Святополк Изяславич совершили успешный поход на половцев. Перед этим они приглашали присоединиться к нему и черниговского князя Олега Святославича и просили его убить сына хана Итларя, который в тот момент находился в Чернигове. На обе просьбы Олег ответил отказом. Это стало ещё одной причиной вражды между Олегом Святославичем и Владимиром Всеволодовичем, которые ранее воевали друг с другом из-за Чернигова.
В конце 1095 или начале 1096 года сын Владимира Всеволодовича Изяслав занял принадлежащий Олегу Святославичу Муром и пленил назначенного Олегом посадника. Историки расходятся во мнениях о том, был ли захват Мурома собственной инициативой Изяслава, или он совершил его по приказу своего отца
В 1096 году Владимир Всеволодович и Святополк Изяславич пригласили Олега Святославича в Киев, чтобы «урядиться о земле русской пред епископами, игуменами, мужами отцов наших и людьми городскими», как на будущее время защищать русскую землю от половцев. Олег дал гордый ответ: «Не пойду на суд к епископам, игуменам да смердам». По данным В. Н. Татищева, Владимир и Святополк заранее решили выделить Олегу Муром, а Чернигов отдать его брату Давыду. Затем Владимир и Святополк обвинили Олега во враждебности и указали ему на тесные отношения с половцами, после чего объявили войну. Собрав войска, они двинулись на Чернигов. Олег Святославич отступил в Стародуб, куда вскоре подошли войска Владимира Всеволодовича и Святополка Изяславича. Осада продолжалась 33 дня, попытки штурма города были отбиты. В то время, пока киевские и переяславские рати осаждали Стародуб, во владения Владимира и Святополка вторглись половцы. В итоге, князья вступили в переговоры. Олег пообещал уехать в Смоленск к брату Давыду и затем вместе с ним прибыть в Киев на княжеский съезд. В знак твёрдости намерений князья целовали крест.
Олег Святославич прибыл в Смоленск к брату Давыду, которому сообщил о намерении возобновить боевые действия и вернуть Муром. В летописях содержатся противоречивые сведения о его пребывании в Смоленске. По одним данным, смоляне отказали ему в помощи. По другим — в городе он смог собрать войско, которое присоединил к своей дружине. После этого войска Олега двинулись к Мурому.

В то же время Олег Святославич попытался мирным путём уговорить Изяслава Владимировича оставить не принадлежащий ему город. Летописцы сохранили текст послания Олега: 
Иди в волость отца своего в Ростов, а это волость отца моего. Хочу, сев здесь, договор заключить с отцом твоим. Он ведь выгнал меня из города отца моего. А ты и здесь что ли не хочешь мне моего же хлеба дать?!
Некоторые историки обратили внимание, что даже негативно настроенный к Олегу летописец подчеркнул его правоту: «И не послушал Изяслав слов этих, надеясь на множество воинов. Олег же надеялся на правду свою, так как прав был в этом Олег, и пошёл к городу с воинами».
Изяслав Владимирович отверг мирные инициативы Олега и начал сбор войск. Как отмечал П. В. Голубовский, медленное движение рати Олега позволило Изяславу собрать значительные силы из городов Северо-Восточной Руси — Ростова, Суздаля и Белоозера. 6 сентября 1096 года войска враждующих князей сошлись в битве на поле близ Мурома. Согласно летописям, атаку начала рать Олега. Вскоре в ожесточенной битве был убит Изяслав Владимирович, после чего его войско бежало частично в Муром, а частично — в близлежащий лес.
Муром сдался без боя, после чего Олег Святославич продолжил наступление на владения Владимира Мономаха в Северо-Восточной Руси и захватил также Суздаль и Ростов. Здесь к нему прибыл посланник от Мстислава Владимировича, княжившего в Новгороде, который предложил Олегу Святославичу оставить Ростов и Суздаль и обещал способствовать его примирению с Владимиром Всеволодовичем. Вскоре Олег получил и примирительное письмо от Владимира. Однако он отклонил мирную инициативы и двинулся в поход на Новгород, к нему присоединился и его младший брат Ярослав Святославич. Мстислав Владимирович собрал большое войско из новгородцев и пошел навстречу Олегу и Ярославу Святославичам. Те отступили обратно к Суздалю, где вновь получили от Мстислава предложение о мире. Демонстративно согласившись на примирение, Олег спустя несколько дней атаковал войско Мстислава, но был разбит и бежал в Рязань, откуда ушел к половцам. Там он получил третье мирное предложение от Мстислава, который писал: «Не убегай никуда, но пошли к братии своей с мольбою не лишать тебя Русской земли. И я пошлю к отцу просить за тебя». В этот раз Олег согласился. Договор скрепили крестным целованием, Олег вернулся в Рязань, а Мстислав ушёл в Новгород.